# Порту-Витория
Порту-Витория (порт. Porto Vitória) — муниципалитет в Бразилии, входит в штат Парана. Составная часть мезорегиона Юго-восток штата Парана. Входит в экономико-статистический микрорегион Униан-да-Витория. Население составляет 4257 человек на 2006 год. Занимает площадь 212,582 км². Плотность населения — 20,0 чел./км².

## История
Город основан 8 декабря 1964 года.

## Статистика
- Валовой внутренний продукт на 2003 год составляет 28 149 293,00 реалов (данные: Бразильский институт географии и статистики).
- Валовой внутренний продукт на душу населения на 2003 год составляет 6761,78 реалов (данные: Бразильский институт географии и статистики).
- Индекс развития человеческого потенциала на 2000 год составляет 0,732 (данные: Программа развития ООН).